# Brigitte Feldlin
Brigitte Feldlin, coniugata Hansel (Norimberga, 15 gennaio 1958), è un'ex cestista tedesca.

## Carriera
Con la Germania Ovest ha disputato tre edizioni dei Campionati europei (1978, 1981, 1983).